# タガチャル (丞相)
タガチャル（モンゴル語: Taγačar、生没年不詳）は、13世紀後半にモンゴル帝国（大元ウルス）に仕えた大臣の一人。
『元史』などの漢文史料では塔察児(tǎcháér)と表記される。ほぼ同時代に活躍したオッチギン家のタガチャル国王と同名で、混同されることも多いが別人である。

## 概要
タガチャルの列伝等は存在せず、『元史』などの漢文史料で部分的に言及されるに留まるため、どのような出自の人物か不明である。
『元史』世祖本紀によると、クビライとアリクブケの間で起こった帝位継承戦争のさなか、クビライ派のタガチャルは中統2年（1261年）に軍士万人を率いて古北口より西方の行在所に赴くよう命じられている。帝位継承戦争における勝利が決定的となった中統4年（1263年）6月、カルジンが中書右丞相に任じられ、同時にタガチャルが中書左丞相に任じられた。
至元5年（1268年）7月には御史台が新設され、タガチャルは御史台の長官である御史大夫に任じられ、張雄飛が侍御史に任じられた。御史大夫の地位にあったころは、高鳴や耶律希亮に関してクビライより下問を受けた記録が残っている。
至元7年（1270年）8月には御史大夫より同知枢密院事の地位に遷り、御史中丞であった帖只が御史大夫に昇格となったが、その後のタガチャルの動向については明らかでない。